# Rauherfeld
Die Siedlung Rauherfeld liegt im Gebiet der Stadt Menden (Sauerland) in Nordrhein-Westfalen. Die Ortschaft liegt im Südosten des Stadtgebietes. Am 1. Juli 2017 hatte der „Ortsteil Rauherfeld“ 1034 Einwohner.

## Verkehr
Rauherfeld liegt oberhalb der alten Bundesstraße 515, die von Menden-Mitte nach Lendringsen führt. Nordwestlich führt die Kreisstraße 21 vorbei. Die Linie 21 der Märkischen Verkehrsgesellschaft bedient acht Haltestellen in der Siedlung.

## Öffentliche Einrichtungen
In der Ortschaft liegt der katholische Kindergarten „Heilig-Kreuz“. Nördlich liegt die Jugendbildungsstätte „Die Kluse“, eine städtische Jugendbildungseinrichtung.